# Núcleo caudado

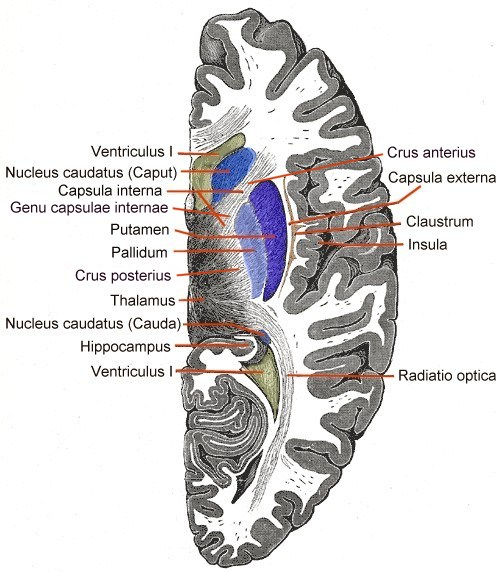
Corte transversal del cerebro. Los ganglios basales están en azul, el caudado está señalado como el 2o. a la izquierda.

El núcleo caudado es uno de los componentes de los ganglios basales. Estos se encuentran en la profundidad de los hemisferios cerebrales. Estos núcleos, junto al cerebelo, participan en la modulación del movimiento, en forma indirecta, desde la corteza a los núcleos y de estos de vuelta a la corteza motora vía núcleos talámicos.

## Anatomía

Núcleo caudado.

Los núcleos caudados se encuentran cerca del centro del cerebro, cerca del tálamo. Hay un núcleo caudado dentro de cada hemisferio del cerebro. 
El núcleo caudado, en particular, se encuentra situado próximo a la línea media. Tiene forma de C con tres porciones: la cabeza en contacto con la pared de los ventrículos laterales, el cuerpo y la cola.
Su estrecha relación funcional con otro de los núcleos basales, el putamen, da lugar a su agrupación en el conjunto denominado estriado (que también agrupa al núcleo accumbens). Caudado y putamen se encuentran separados por las fibras descendentes de la cápsula interna.

## Neuroquímica
El núcleo caudado es muy inervado por neuronas dopamina. Estas neuronas se originan principalmente del área tegmental ventral (VTA) y de la sustancia negra (SNC). También hay entradas adicionales de distintas cortezas asociadas.

## Fisiología

### Aprendizaje y Memoria
Históricamente, los ganglios basales en su conjunto han sido implicados en el control motor de orden superior.
Se pensó inicialmente que el núcleo caudado principalmente participaba en el control del movimiento voluntario. Más recientemente, se ha demostrado que el núcleo caudado está altamente involucrado en el aprendizaje y la memoria, en particular en materia de tratamiento de retroalimentación. En general, se ha demostrado que la actividad de los nervios estará presente en el núcleo caudado, mientras que una persona está recibiendo una respuesta.